# Amplirhagada elevata
Amplirhagada elevata е вид коремоного от семейство Camaenidae. Видът е незастрашен от изчезване.

## Разпространение
Разпространен е в Австралия.